# Mexentypesa chiapas
Espèce
Synonymes
- Aptostichus sabinae Valdez-Mondragón & Cortez-Roldán, 2016

Mexentypesa chiapas est une espèce d'araignées mygalomorphes de la famille des Nemesiidae.

## Distribution
Cette espèce est endémique du Mexique. Elle se rencontre au Chiapas et en Oaxaca.

## Description
La carapace du mâle holotype mesure 4,16 mm de long sur 2,72 mm et l'abdomen 4,11 mm de long sur 2,89 mm et la carapace de la femelle paratype mesure 3,16 mm de long sur 2,68 mm et l'abdomen 4,08 mm de long sur 2,68 mm.

## Systématique et taxinomie
Cette espèce a été décrite par Raven en 1987.
Aptostichus sabinae a été placée en synonymie par Salinas-Velasco, Valdez-Mondragón et Bueno-Villegas en 2024.

## Étymologie
Son nom d'espèce lui a été donné en référence au lieu de sa découverte, le Chiapas.

## Publication originale
- Raven, 1987 : « A new mygalomorph spider genus from Mexico (Nemesiinae, Nemesiidae, Arachnida). » The Journal of Arachnology, vol. 14, no 3, p. 357-362 (texte intégral).